# Melodifestivalen 1995

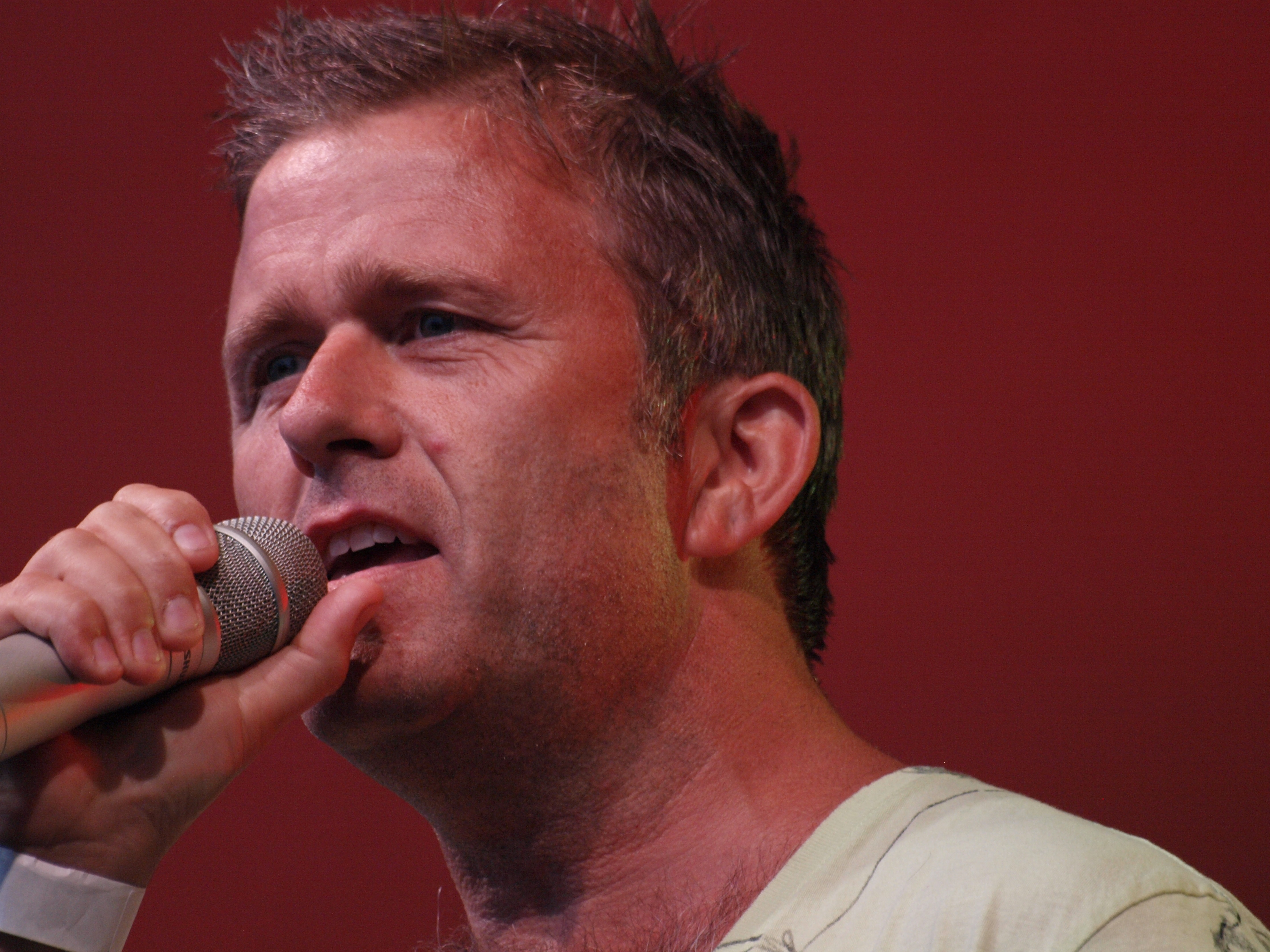
Jan Johansen en el Orgullo de Estocolmo 2010.

La edición de 1995 del Melodifestivalen tuvo lugar el 24 de febrero de 1995 en el Malmö Musikteater de Malmö. La presentadora fue Pernilla Månsson y el director de orquesta Anders Berglund.
| Nr. | Artista                                                | Canción                 | Texto/Música                                               | Puntos | Posición |
| --- | ------------------------------------------------------ | ----------------------- | ---------------------------------------------------------- | ------ | -------- |
| 1   | Ulrika Bornemark y Göran Rudbo                         | Jag tror på dig         | Dan Bornemark y Ulrika Bornemark                           | -      | -        |
| 2   | Jessica G. Pilnäs                                      | Jag ger dig allt        | Christer Lundh y Michael Wendt                             | 45     | 3        |
| 3   | Paula Åkesdotter-Jarl                                  | Om du inte tror mig     | John Ekedahl                                               | 31     | 4        |
| 4   | Jan Johansen                                           | Se på mig               | Ingela 'Pling' Forsman, Bobby Ljunggren och Håkan Almqvist | 64     | 1        |
| 5   | Björn Hedström                                         | Du är drömmen jag drömt | Anders Börjesson                                           | -      | -        |
| 6   | Arvingarna                                             | Bo Diddley              | Lasse Holm y Gert Lengstrand                               | -      | -        |
| 7   | Tina Leijonberg y Monica Silverstrand                  | Himmel på vår jord      | Per Andreasson                                             | -      | -        |
| 8   | Nick Borgen                                            | Joanna                  | Stephan Berg                                               | -      | -        |
| 9   | Cecilia Vennersten                                     | Det vackraste           | Nanne Grönvall, Maria Rådsten y Peter Grönvall             | 61     | 2        |
| 10  | Lasse Lindbom, Janne Bark, Simon Ådahl y Michael Stolt | Följ dina drömmar       | Per Andreasson y Anders Dannvik                            | 30     | 5        |

## Sistema de Votación
| Artista         | Luleå | Örebro | Umeå | Norrköping | Falun | Karlstad | Sundsvall | Växjö | Estocolmo | Gotemburgo | Malmö | Total | Posición |
| --------------- | ----- | ------ | ---- | ---------- | ----- | -------- | --------- | ----- | --------- | ---------- | ----- | ----- | -------- |
| Pilnäs          | 6     | 6      | 4    | 4          | 2     | 8        | 2         | 6     | 2         | 1          | 4     | 45    | 3        |
| Åkesdotter-Jarl | 1     | 4      | 1    | 1          | 8     | 4        | 1         | 1     | 6         | 2          | 2     | 31    | 4        |
| Johansen        | 8     | 8      | 6    | 2          | 6     | 6        | 6         | 4     | 4         | 8          | 6     | 64    | 1        |
| Vennersten      | 2     | 1      | 8    | 6          | 4     | 2        | 8         | 8     | 8         | 6          | 8     | 61    | 2        |
| L.B.Å.S.        | 4     | 2      | 2    | 8          | 1     | 1        | 4         | 2     | 1         | 4          | 1     | 30    | 5        |

- Arvingarna había representado a Suecia en el Festival de la Canción de Eurovisión 1993, y Simon Ådahl era miembro de los representantes suecos, Edin-Ådahl, en el mismo festival en su edición de 1990.